# Kate Luyben

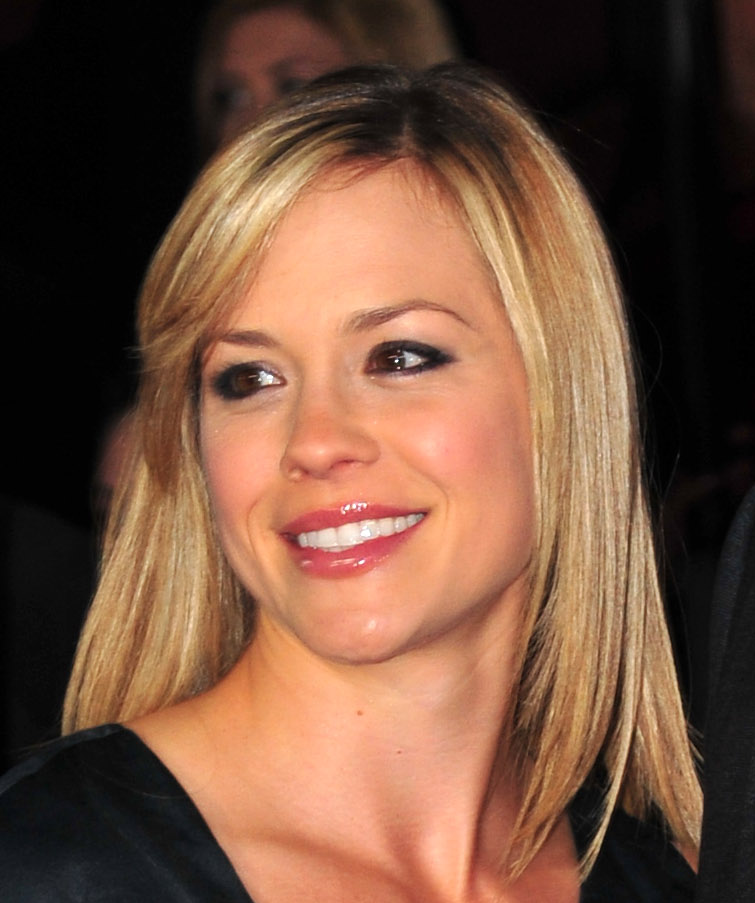
Kate Luyben, 2012

Kate Luyben (* 30. Juni 1972) ist eine kanadische Schauspielerin. Neben mehreren Rollen in Fernsehserien spielte sie unter anderem in Filmen wie Shang-High Noon, Ein (un)möglicher Härtefall und Jungfrau (40), männlich, sucht… mit.

## Leben und Karriere
Ihre Karriere startete Kate Luyben 1998 mit einem kleinen Auftritt als Krankenschwester in der Science-Fiction-Serie Akte X – Die unheimlichen Fälle des FBI. Später folgten Rollen in verschiedenen Fernsehserien wie Criminal Minds, Two and a Half Men und True Blood. Im Kino war sie an der Seite von Jackie Chan und Owen Wilson in der Western-Komödie Shang-High Noon zu sehen. Der große Durchbruch gelang ihr bisher jedoch noch nicht. 2009 sah man sie an der Seite von Castle-Darsteller Nathan Fillion.
Sie war mit dem Stand-up-Comedian Jim Jefferies liiert. Im November 2012 wurde ihr erster gemeinsamer Sohn geboren.

## Filmografie (Auswahl)

### Kinofilme
- 1997: Misbegotten
- 2000: Shang-High Noon (Shanghai Noon)
- 2000: My 5 Wives
- 2003: Ein (un)möglicher Härtefall (Intolerable Cruelty)
- 2004: Road Party (Going the Distance)
- 2004: Wait (Kurzfilm)
- 2005: Die Bären sind los (Bad News Bears)
- 2005: Jungfrau (40), männlich, sucht… (The 40 Year-Old Virgin)
- 2006: Der perfekte Mord (Dead in the Water)
- 2009: Miss March
- 2012: Frankie Go Boom

### Fernsehen
- 1998: Akte X – Die unheimlichen Fälle des FBI (The X-Files, Folge 5x11)
- 1999: First Wave – Die Prophezeiung (First Wave, Folge 2x14)
- 2000: Dark Angel (Folge 1x01)
- 2002: The Chris Isaak Show (Folge 2x05)
- 2006: Arrested Development (Folge 3x09)
- 2006: Criminal Minds (Folge 1x18)
- 2007: Two and a Half Men (Folge 5x08)
- 2010: True Blood (Folgen 3x08–3x09)
- 2011: Franklin & Bash (Folge 1x09)
- 2012: Eagleheart (Folge 2x08)
- 2012: Femme Fatales (Folge 2x09)
- 2013: Legit (Fernsehserie, 2 Folgen)